# Csajághy Károly (bíró)
Csajági Csajághy Károly Lajos (Csajág, 1873. november 13. – Veszprém, 1961. szeptember 6.)  kúriai bírói címmel kitüntetett bíró, a Veszprémi Királyi Törvényszék elnöke, a Magyar Országos Dalosszövetség alelnöke.

## Felmenői, családja
Régi Veszprém vármegyei birtokos nemesi család leszármazottja. Édesapja, nemes csajági Csajághy József (Csajág, 1829. április 08. - Csajág, 1899. március 18.) közbirtokos, édesanyja Ujhelyi Eszter ( - Csajág, 1926. szeptember 15.).
Csajághy Károly 1902. május 28-án  Rédén vette feleségül nemes etédi és borsati Varga Lajos, református lelkész és Komáromy Emma lányát, nemes etédi és borsati Varga Emmát (Réde, 1876. március 24. - ). Házasságukból két gyermek született. 
Gyermekei:
- Elemér, joghallgató ( - Veszprém, 1932. december 29.)[4]
- Olga Lenke ( Komárom, 1907. március 09. – New York, 1995. szeptember 16.)[5] férje: Veszprém, 1930. december 03.[6] nemes literáti dr. Foghtűy Miklós Dénes Dezső (Veszprém, 1900. október 31.[7] – ) szolgabíró, főispáni titkár.

## Tanulmányai, pályafutása
Középiskolái tanulmányait a Pápai Református Kollégiumban, jogi tanulmányait Debrecenben végezte.
1898. február 7-től a Veszprémi Királyi Törvényszéken aljegyző, majd jegyző. Később tanácsjegyző a Győri Királyi Ítélőtáblán, majd alügyész  Komáromban. 1905. május 5-én tett bírói vizsgát. 1913. október 31-ig ügyész Zalaegerszegen. 1913. decemberétől törvényszéki bíró, 1920. novemberétől törvényszéki tanácselnök, 1922. augusztusától 1942. április 1-ig törvényszéki elnök kúriai bírói címmel a Veszprémi Királyi Törvényszéken. 1935. szeptemberétől az Országos Bíró és Ügyész Szövetség társelnöke.  1942.  április  1-én vonult nyugállományba.

## Társadalmi és egyházi szerepvállalása
Élénk társadalmi életet élt. 1914-től a Veszprémi Dalegyesület elnöke, a Veszprémi Köz- és Magántisztviselők Egyesületének alapítótagja, 1924-től a Magyar Országos Dalosszövetség alelnöke, a Veszprémi Nemzeti Kaszinó igazgatója, a Veszprémi Vívó Klub választmányi tagja, a Veszprémi Mentőegyesület díszelnöke, a M. Kir. 31. Honvéd Gyalogezred Bajtársi Szövetségének tiszteletbeli tagja, református presbiter, az egyházmegyei és a Dunántúli Református Egyház tanácsbírája.

## Halála
Csajághy Károly Veszprémben 1961. szeptember 06-án hunyt el. Sírja a Veszprémi Alsóvárosi temetőben, családi kriptában található.

## Emlékezete
2018. áprilisa óta nevét viseli a Veszprém Megyei Törvényszék egyik tárgyalóterme.